# Pabo
Pabo, bavarski plemič.
Bil je zadnji od treh  vojvod bavarskega rodu, ki so imeli Karantanijo približno od leta 828  pa do leta 860 v frankovski grofovski upravi.   Pabo je grofovski položaj v Karantaniji pridobil najkasneje leta 844, verjetno pa že dosti prej. Verjetno je izhajal iz družine Wilhelmincev (Wilhelminer). Njegova vladavina se je zaključila z vzponom  Karolinga Karlmana, ki se je leta 857 proti očetu Ludviku Nemškemu povezal z velikomoravskim knezom Rastislavom; takrat je Pabo s svojimi pristaši podprl Ludvika Nemškega, toda že leta 860 ga najdemo kot begunca v Salzburgu.
Pabo je zadnji od treh karantanskih vladarjev, ki veljajo za vojvode bavarskega rodu (duces Bagoarii), ki so imeli deželo v grofovski upravi (in comitatum). Med zgodovinarji prevladuje mnenje, da so Karantanci najkasneje leta 828 svoje kneze in notranjo samostojnost zgubili, in da je prav tedaj bavarski vojvoda vladal kot karantanski grof. Po alternativnem pogledu so ti vojvode bavarskega rodu (duces Bagoarii)  pravzaprav karantanski (in ne bavarski) vojvode, ki so v svoji deželi dobili še grofovsko upravo. 

## Zunanji viri
- Herwig Wolfram (1991). Karantanija med vzhodom in zahodom: Obri, Bavarci in Langobardi v 8. In 9. stoletju. Iz: Zgodovinski časopis 41 (1991), 2, strani 177-187.
- Kos Milko (1934). Conversio Bagoariorum et Carantanorum Arhivirano 2005-05-28 na Wayback Machine.. Razprave znanstvenega društva v Ljubljani 11, Historični odsek 3.
- Šavli Jožko (1995): Slovenija: podoba evropskega naroda. Bilje, Humar.